# Storchschnabelgewächse
Die Storchschnabelgewächse (Geraniaceae) sind eine Familie in der Ordnung der Storchschnabelartigen (Geraniales) innerhalb der Bedecktsamigen Pflanzen. Einige Arten und Hybriden werden als Zierpflanzen verwendet. Einige Arten werden zur Gewinnung von pharmazeutischen und kosmetischen Produkten angebaut.
Die artenreichsten Gattungen sind Storchschnäbel (Geranium), Pelargonien (Pelargonium) und Reiherschnäbel (Erodium). Die meisten Arten der Familie stammen aus gemäßigten oder warmen Klimazonen, am häufigsten sind sie im südlichen Afrika zu finden und sind wichtiger Bestandteil der Kapflora.

## Beschreibung

### Habitus und Blätter
Die meisten Arten wachsen als einjährige oder ausdauernde krautige Pflanzen, selten sind es Halbsträucher oder Sträucher. Einige Arten sind sukkulent. Siewelche? enthalten ätherische Öle.
Die oberen Blätter sind meist wechselständig, die unteren sind meist gegenständig angeordnet. Die gestielten, meist behaarten Laubblätter sind einfach oder zusammengesetzt; meistens gelappt bis geteilt. Die Nebenblätter sind laubblattförmig, schuppenförmig oder stachelig.

### Blütenstand und Blüte
Die Blüten stehen einzeln oder meist zu vielen zusammengefasst in seiten- oder endständigen, einfachen oder zusammengesetzten, zymösen oder doldigen Blütenständen. Die Blütenstände besitzen meist lange Blütenstandsschäfte und enthalten oft Hochblätter. Es sind Blütenstiele vorhanden.
Meist sind die Blüten zwittrig, seltener eingeschlechtig; es gibt zweihäusig getrenntgeschlechtige (diözische) Arten. Die fünfzähligen Blüten sind radiärsymmetrisch oder zygomorph mit doppelter Blütenhülle (Perianth). Die je fünf Kelchblätter sind meist frei oder höchstens an ihre Basis röhrig verwachsen. Die fünf Kronblätter sind meist frei und genagelt. Es sind meist ein oder zwei (selten drei) Kreise mit je fünf Staubblättern vorhanden, meist sind alle fertil oder ein bis fünf sind zu Staminodien reduziert. Die Staubfäden sind oft an ihrer Basis verwachsen. Fünf Fruchtblätter sind zu einem oberständigen Fruchtknoten verwachsen. Nur ein oder zwei Samenanlagen sind pro Fruchtblatt vorhanden, wobei sich später nur eine davon entwickelt. Die oberen sterilen Teile des Fruchtblattes, werden als Griffel bezeichnet, sind bis zur Spitze verwachsen und bilden den „Schnabel“ mit fünf Narben. Nektarien sind bei allen Arten vorhanden. Es sind immer fünf Nektardrüsen vorhanden. Die einzige Ausnahme ist die Gattung Pelargonium, die nur eine Nektardrüse hat. Die Nektarien werden vom Blütenboden gebildet. Die Position der Nektarien ist innerhalb der Familie fixiert; sie stehen vor den Kelchblättern und dem inneren Staubblattkreis.

### Frucht
Bei der Reife bleiben nur die inneren Teile der Fruchtblätter als Mittelsäule (Karpophor) stehen. Die äußeren Teile, die als Teilfrucht unten je einen Samen umschließen, lösen sich mit ihren langen Grannen von unten nach oben ab. Die Frucht ist eine Spaltfrucht, die fünf Teilfrüchte sind einsamige Kapselfrüchte.

## Namensgebung

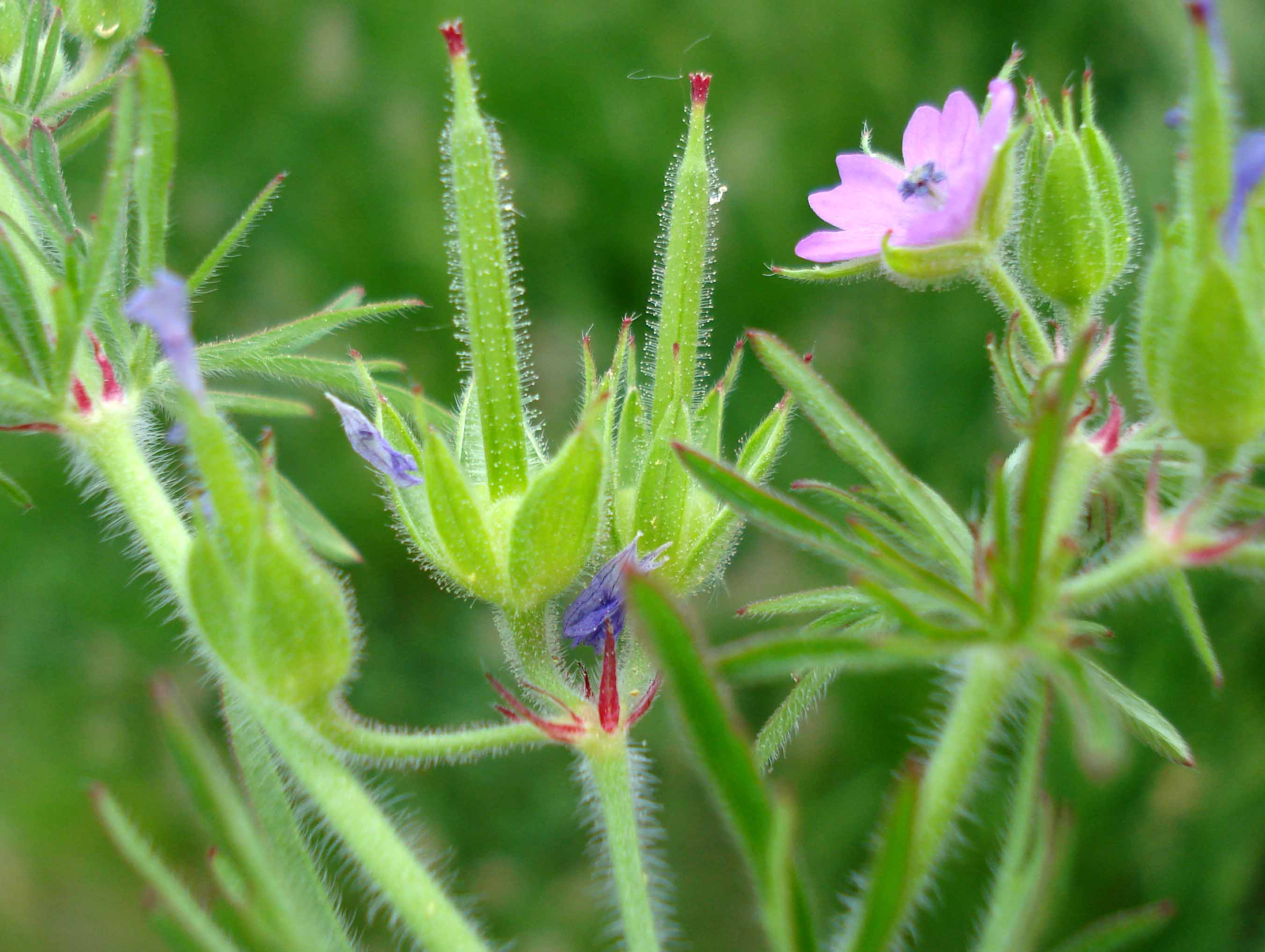
Schlitzblättriger Storchschnabel (Geranium dissectum)

Bei allen Taxa befindet sich am oberen Ende der Frucht ein schmales schnabelähnliches Gebilde, weshalb drei der Gattungen und die Familie nach langschnäbeligen Vögeln benannt wurden. Der Name der Gattung Geranium leitet sich vom griechischen Wort geranos für „Kranich“ ab, Pelargonium stammt vom griechischen pelargos für „Storch“ und Erodium vom griechischen erodios für „Reiher“. Im Deutschen wird allerdings die Gattung Geranium als Storchschnabel und Pelargonien (Pelargonium) häufig als Geranien bezeichnet. Letzteres ist darauf zurückzuführen, dass Linné, auf den die Nomenklatur der Blütenpflanzen im Wesentlichen zurückgeht, die Pelargonien der Gattung Geranium hinzuzählte. Erst als im 18. Jahrhundert zahlreiche südafrikanische Pelargonien eingeführt wurden, konnte sich der berühmte Amateurbotaniker Charles Louis L’Héritier de Brutelle damit durchsetzen, dass Pelargonium als eigenständige Gattung anerkannt wurde. Im Sprachgebrauch hatte sich zu diesem Zeitpunkt jedoch bereits die Bezeichnung „Geranien“ für die Pelargonien-Arten eingebürgert. Einer der Unterschiede zwischen den beiden Gattungen ist: Geranium hat radiärsymmetrische Blüten und Pelargonium hat zygomorphe Blüten.

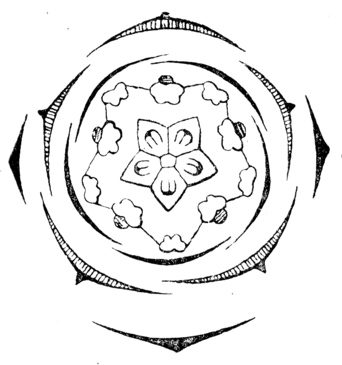
Blütendiagramm von Geranium pratense
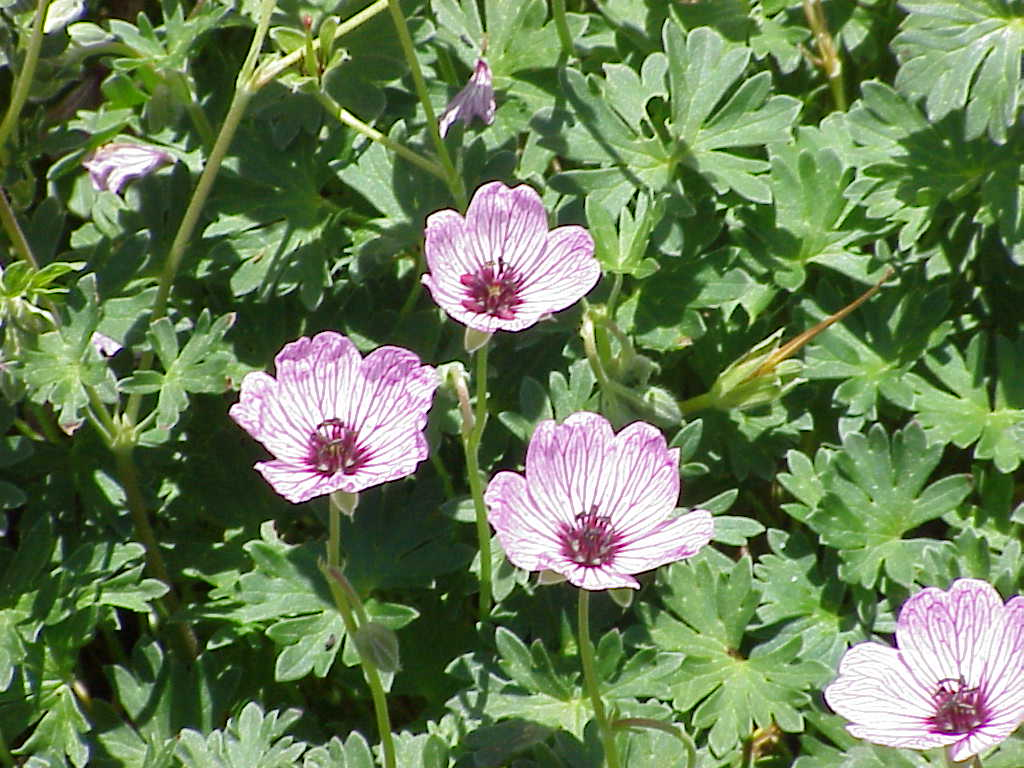
Radiärsymmetrische Blüten von Geranium cinereum
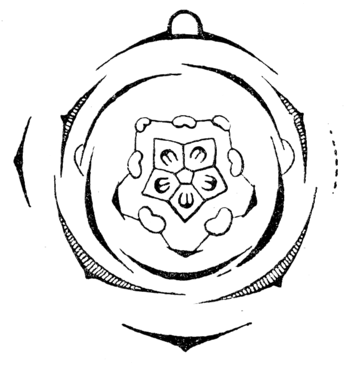
Blütendiagramm von Pelargonium zonale
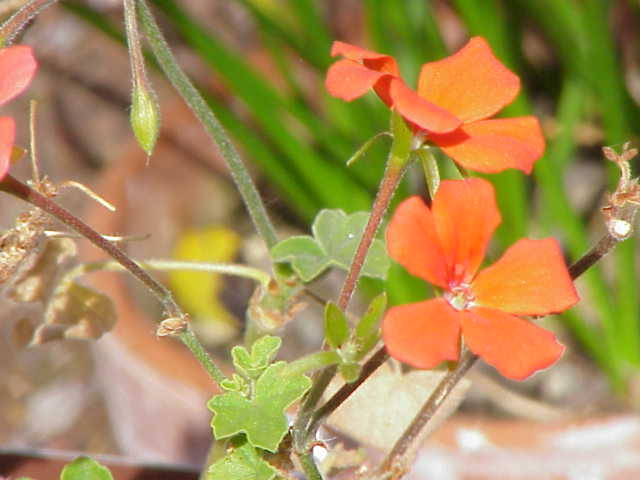
Zygomorphe Blüten von Pelargonium tongaense

## Systematik und Verbreitung
Bei manchen Autoren werden auch die Arten der Biebersteiniaceae, die Dirachmaceae, die Ledocarpaceae und die Vivianiaceae mit zur Familie Geraniaceae gerechnet.
Die Familie Geraniaceae enthält fünf bis sechs Gattungen mit 750 bis 805 Arten. Sie unterscheiden sich beispielsweise in der Zahl der fertilen Staubblätter je Blüte.

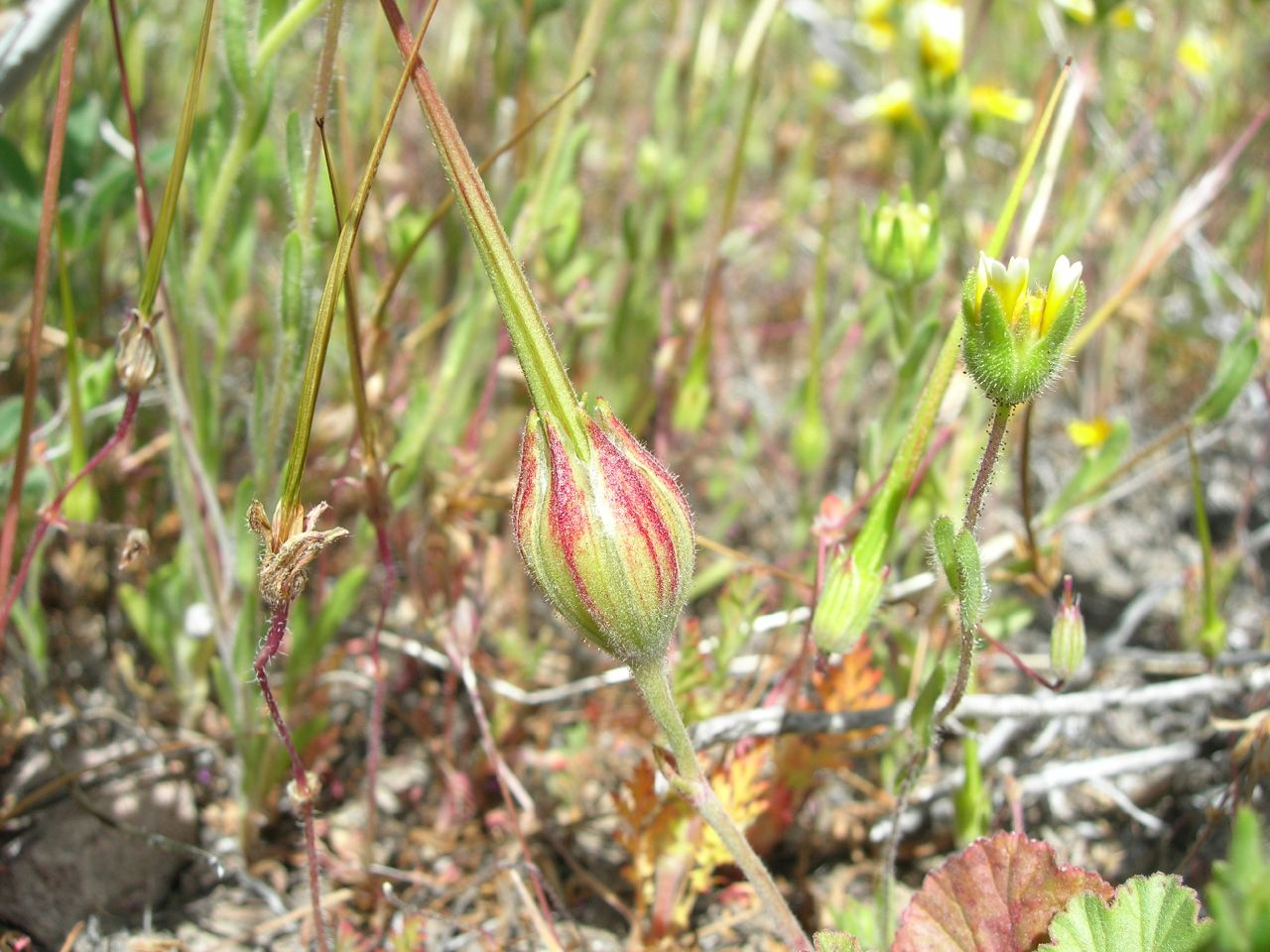
California macrophylla

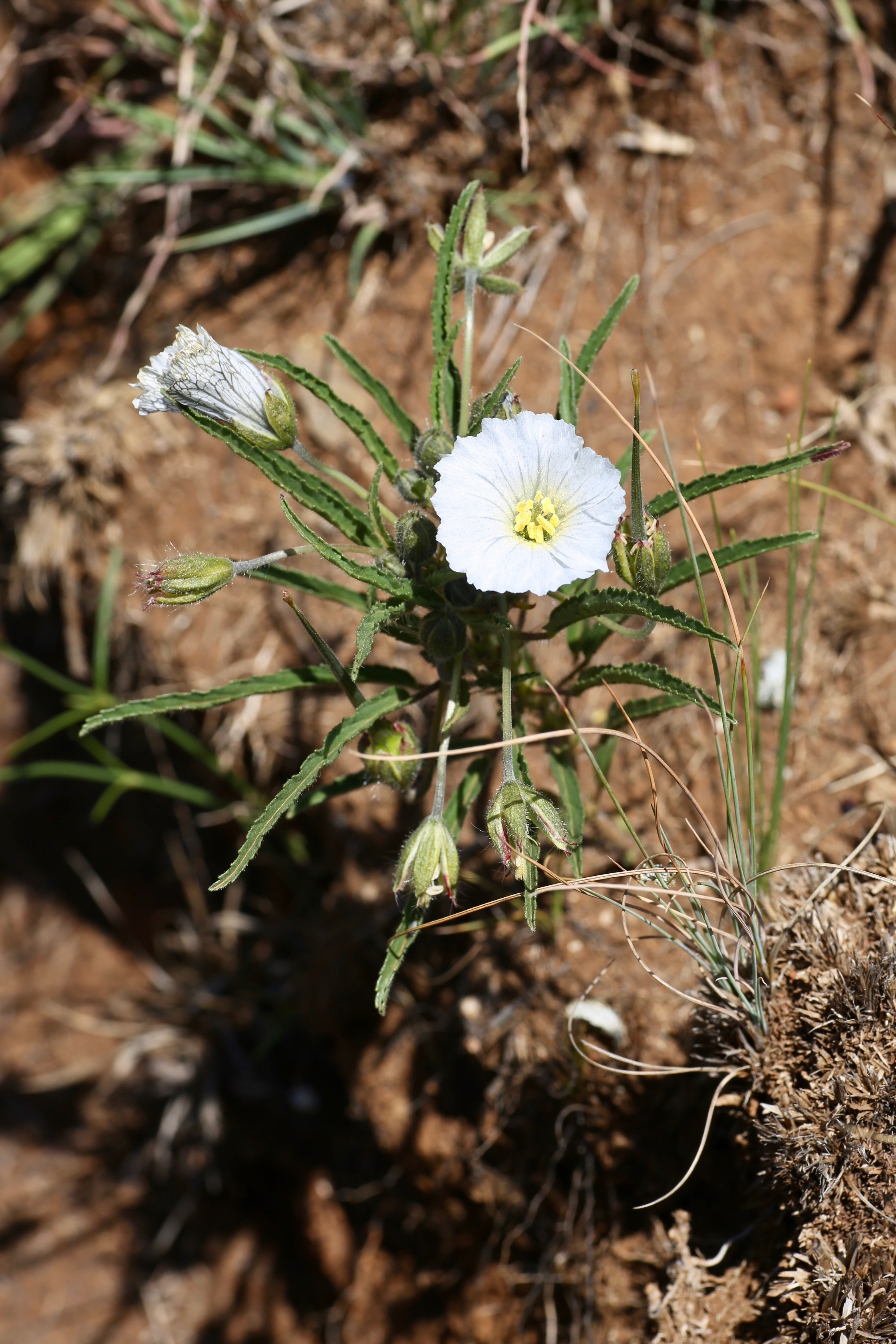
Monsonia attenuata

- California Aldas., Navarro, Vargas, Sáez & Aedo: Sie wurde 2002 neu aufgestellt und es gibt nur eine Art:[3]
  - California macrophylla (Hook. & Arn.) Aldas., Navarro, Vargas, Sáez & Aedo, Syn.: Erodium macrophyllum Hook. & Arn.: Die Neukombination wurde 2002 beschrieben. Die Art ist im westlichen Nordamerika von Oregon bis Baja California verbreitet. Sie hat radiärsymmetrische Blüten.[3][3]
- Reiherschnabel (Erodium L'Hér.): Die 74 bis 80 Arten haben ein Zentrum der Artenvielfalt im Mittelmeerraum. Sie haben radiärsymmetrische Blüten und zwei Kreise mit je fünf Staubblättern, aber einige davon sind zu Staminodien reduziert.
- Storchschnäbel (Geranium L., Syn.: Geraniopsis Chrtek, Neurophyllodes (A.Gray) O.Deg.): Es ist mit etwa 400 bis 430 Arten die artenreichste Gattung der Familie mit einer fast weltweiten Verbreitung. Sie haben radiärsymmetrische Blüten und zwei Kreise mit je fünf fertilen Staubblättern.
- Hypseocharis J.Rémy: Je nach Autor gibt ein bis drei Arten, die in subalpinen Habitaten der zentralen, südwestlichen Anden gedeihen. Vielleicht eine eigene Familie Hypseocharitaceae Weddell.[1]
- Monsonia L.: Die etwa 39 Arten sind in Afrika und im südwestlichen Asien verbreitet. Sie haben radiärsymmetrische Blüten. Heute inklusive der auf den Rang einer Sektion zurückgestuften ehemaligen Gattung Dickstängel (Sarcocaulon (DC.) Sweet): Mit drei Kreisen von je fünf fertilen Staubblättern.
- Pelargonien (Pelargonium L'Hér., Syn.: Campylia Lindl. ex Sweet, Cortusina (DC.) Eckl. & Zeyh., Hoarea Sweet, Isopetalum Sweet, Jenkinsonia Eckl. & Zeyh., Ligularia Eckl. & Zeyh., Myrrhidium (DC.) Eckl. & Zeyh., Otidia Lindl. ex Sweet, Peristera (DC.) Eckl. & Zeyh., Phymatanthus Lindl. ex Sweet, Polyactium (DC.) Eckl. & Zeyh., Seymouria Sweet): Es gibt etwa 270 Arten im südlichen Afrika mit dem Zentrum der Artenvielfalt in Südafrika besonders in der Karoo und KwaZulu-Natal; aber einige Arten gibt es auch in Ostafrika, Australien, Madagaskar, auf St. Helena und Tristan da Cunha. Sie haben zygomorphe Blüten. Mit Arten und Sorten von beliebten Beet- und Balkonpflanzen, Zimmerpflanzen und Duftpflanzen.

## Weitere Bilder

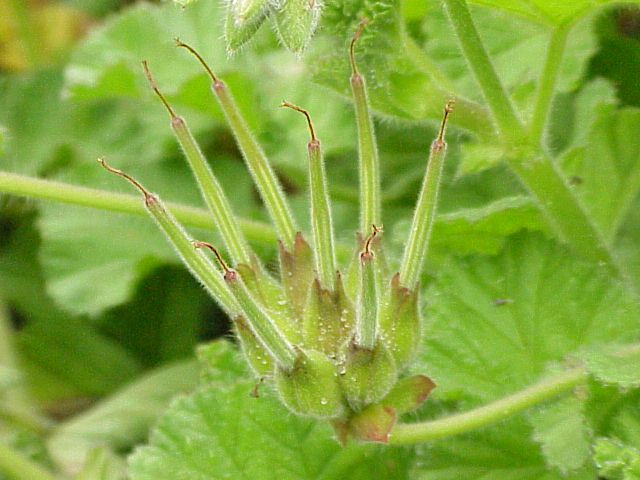
Typische storchschnabelförmige Früchte am Beispiel Pelargonium capitatum
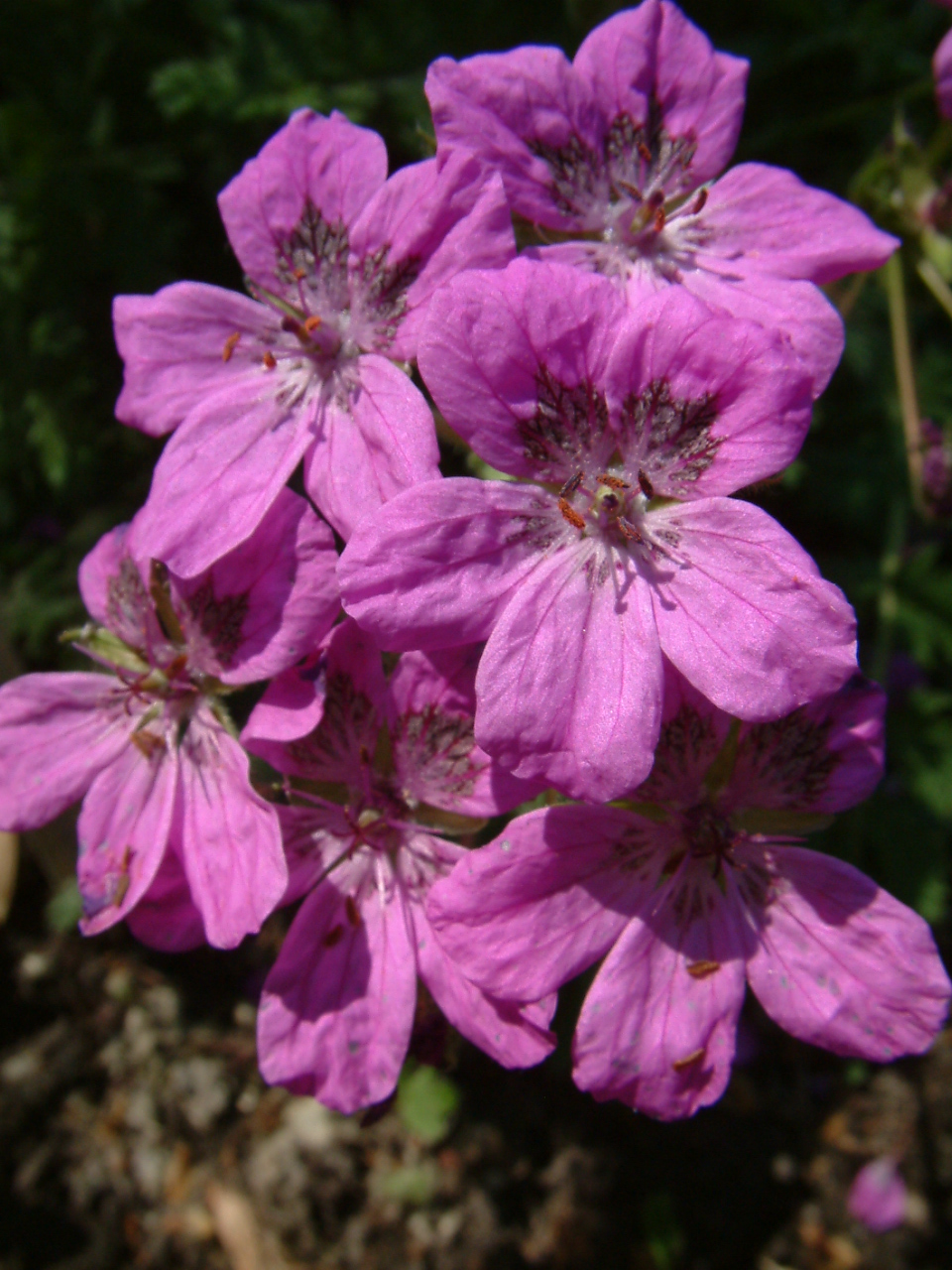
Blüten von Erodium manescavi
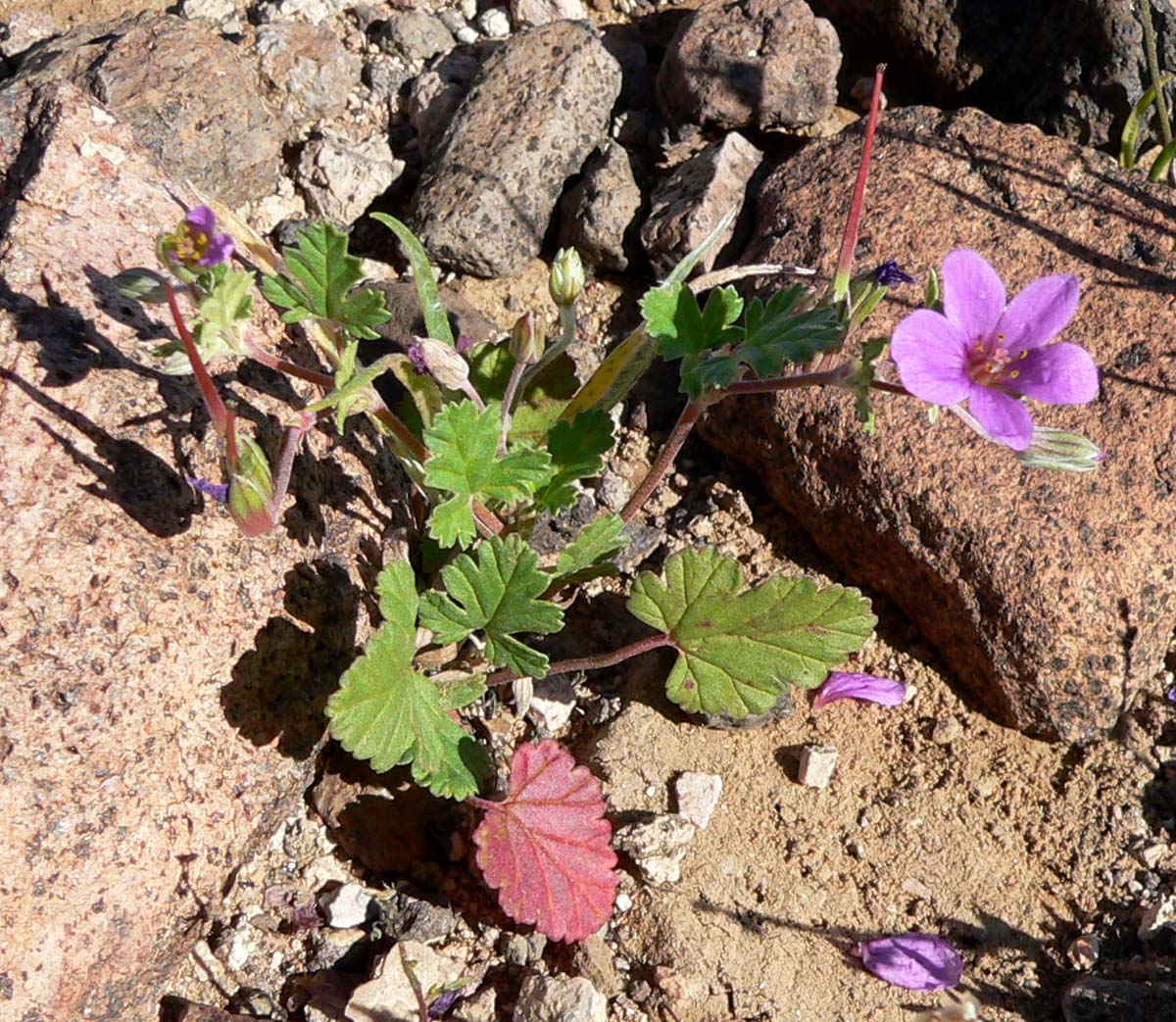
Habitat, Habitus, Blüte und Frucht von Erodium texanum
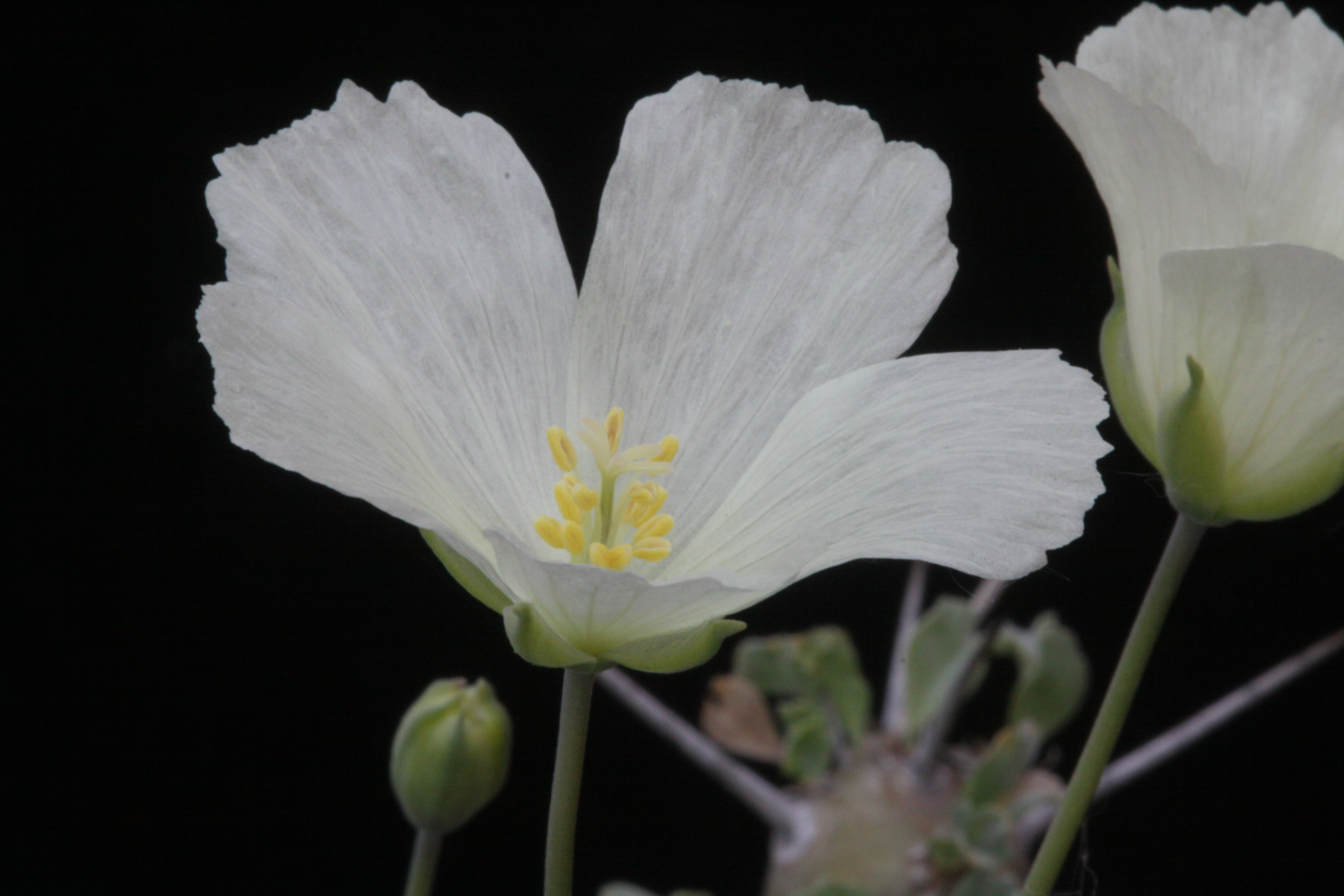
Blüte von Sarcocaulon crassicaule